# Leucopis aurea
Leucopis aurea är en tvåvingeart som beskrevs av Tanasijtshuk 1973. Leucopis aurea ingår i släktet Leucopis och familjen markflugor. Inga underarter finns listade i Catalogue of Life.